# Батехин, Леонид Лукич
Леонид Лукич Батехин (6 августа 1928 — 25 мая 2019, Москва) — советский военачальник, генерал-полковник авиации (1982). Член военного совета – начальник политуправления ВВС СССР (1980—1989).

## Биография
Родился в 1928 году в Ростовской области. Член КПСС.
С 1950 года — на военной службе, общественной и политической работе. В 1950—1989 гг. — выпускник Энгельсского военного авиационного училища лётчиков имени Марины Расковой, выпускник Военно-воздушной академии. Окончил спецкурс при Военно-политической академии имени В.И. Ленина, а затем Высшую партийную школу при ЦК КПСС.
На политической работе и командных должностях в авиационных частях Ленинградского военного округа, на территории Монголии, в Группе советских войск в Германии, начальник политического отдела 23-й воздушной Краснознамённой армии. C 1980 по 1989 год — член военного совета – начальник политуправления ВВС. В запасе с 1989 года.
Избирался депутатом Верховного Совета РСФСР 11-го созыва. С 1991 года и до конца жизни — заместитель председателя – ответственный секретарь совета Всероссийской общественной организации ветеранов (пенсионеров) войны, труда, Вооружённых Сил и правоохранительных органов.
Награждён орденом Красного Знамени, двумя орденами Красной Звезды, орденами «За службу Родине в Вооружённых Силах СССР» II и III степени, орденом Дружбы, многими медалями.
Жил в Москве. Скончался 25 мая 2019 года. Похоронен на Троекуровском кладбище Москвы.